# Solaire (roman)
Solaire (Solar) est un roman de l'auteur britannique Ian McEwan, publié pour la première fois en 2010 par Jonathan Cape (groupe Random House). Il s'agit d'une satire d'un physicien blasé, lauréat du prix Nobel, dont la vie personnelle dysfonctionnelle et l'ambition cynique le voient poursuivre une solution basée sur l'énergie solaire pour lutter contre le changement climatique.

## Résumé de l'intrigue
Michael Beard est un éminent physicien lauréat du prix Nobel dont la propre vie est chaotique et compliquée. Le roman emmène le lecteur à travers trois périodes importantes de la vie de Beard : 2000, 2005 et 2009, entrecoupées de quelques souvenirs de ses années d'étudiant à Oxford.

### 2000
Beard, un coureur de jupons d'âge moyen, chauve et en léger surpoids, tombe dans une dépression après avoir appris que sa cinquième épouse, Patrice, a commencé une liaison avec leur constructeur, un homme appelé Tarpin. Bien qu'il soit un physicien lauréat du prix Nobel, Beard réalise que tous ses meilleurs travaux ont été réalisés dans sa jeunesse et s'appuie maintenant sur sa réputation à la tête d'un centre de recherche à Reading qui cherche à exploiter l'énergie éolienne. L'un des jeunes chercheurs du centre, Tom Aldous, essaie de parler à Beard du potentiel de l'énergie solaire, mais Beard le fait taire.
Après avoir vu Patrice avec une ecchymose sur le visage, Beard va affronter Tarpin, mais ne se trouve pas à la hauteur et part après avoir provoqué une scène devant les voisins de Tarpin. Déprimé par ses problèmes conjugaux, Beard accepte une invitation à se rendre dans l'Arctique dans le cadre d'une réflexion sur le changement climatique. Là-bas, il se rend compte qu'il est le seul scientifique parmi des groupes d'artistes qui croient passionnément au changement climatique (qui le laisse sceptique), bien qu'ils le traitent avec respect, estimant que ses recherches sur l'énergie éolienne constituent des étapes concrètes vers la lutte contre le réchauffement climatique.
Beard rentre chez lui décidé à divorcer de Patrice. Arrivé tôt cependant, il rencontre Tom Aldous portant son peignoir. Après que Beard lui a dit qu'il ruinerait sa carrière, Aldous le supplie de ne pas le faire, alléguant que ses recherches sur la photosynthèse et l'énergie solaire sont plus importantes que leur querelle. Tout en plaidant pour sa carrière, Aldous trébuche sur un tapis et se frappe la tête contre une table basse. Beard se rend compte que s'il appelle la police, il pourrait être accusé de la mort d'Aldous et il installe à la place des preuves de la présence de Tarpin.
Tarpin est en effet arrêté et reconnu coupable du meurtre d'Aldous et Beard est dépeint dans les médias comme une figure sympathique qui avait été cocufié par sa femme. Les recherches d'Aldous sur l'énergie solaire sont attribuées à Beard comme elles avaient été étiquetées avec son nom.

### 2005
En 2005, Beard connaît une résurgence de carrière en raison de ses recherches sur l'énergie solaire qui, en réalité, étaient les recherches de Tom Aldous. Beard ne travaille plus pour le gouvernement ; il a été limogé après avoir donné une conférence de presse dans laquelle il a déclaré que le manque de femmes dans les sciences était dû aux limitations naturelles de leur sexe. La colère qui a suivi dans ses commentaires a provoqué une tempête médiatique et a entraîné l'examen minutieux de son passé de coureur de jupons dans la presse.
Il a une relation sexuelle avec une jeune femme nommée Melissa qui possède une série de magasins de fournitures de danse, qu'il refuse délibérément d'épouser malgré son désir d'enfant. De retour d'un voyage, Melissa informe Beard qu'elle est enceinte et après avoir cessé de prendre des pilules contraceptives. Beard est en colère et essaie de trouver des moyens de convaincre Melissa de se faire avorter.

### 2009
Beard est maintenant père et a soixante-deux ans. Il n'est pas en très bonne santé et s'inquiète d'une lésion suspecte au poignet. Sa centrale solaire est en phase finale de construction à Lordsburg, au Nouveau-Mexique, où il a acquis une autre petite amie, Darlene, une serveuse. Darlene veut l'épouser, mais il a un arrangement très confortable avec Melissa et sa fille de trois ans, Catriona. Tous ses problèmes culminent à la veille de la cérémonie d'ouverture de sa centrale solaire. Tarpin est sorti de prison et se présente à la recherche de travail, Melissa s'envole pour le Nouveau-Mexique avec sa fille pour tenter de le reprendre à Darlene, un avocat en brevets arrive avec la preuve qu'il a volé ses idées à Aldous, aujourd'hui décédé, son médecin confirme que la lésion sur sa main est cancéreuse, son partenaire commercial l'abandonne à des dettes de plusieurs millions de dollars, puis il apprend que quelqu'un (vraisemblablement Tarpin) a saboté sa centrale électrique en brisant les panneaux solaires. Dans la scène finale, Beard ressent une "sensation de gonflement inconnue" dans son cœur qu'il interprète comme de l'amour pour sa fille, mais qui pourrait bien être le début d'une crise cardiaque.

## Contexte
Le roman est avant tout une œuvre de fiction, mais s'appuie fortement sur des références à la science réelle et à l'histoire moderne.
Le voyage de Michael Beard sur l'île arctique norvégienne du Spitzberg est basé sur un voyage de 2005 que McEwan a fait avec l'organisation d'art et de changement climatique, Cape Farewell . Le groupe d'artistes et de scientifiques avec lequel McEwan a voyagé comprenait Antony Gormley et Rachel Whiteread.

## Réception
En 2010, Solar a reçu le prix Bollinger Everyman Wodehouse, un prix littéraire britannique pour l'écriture d'ouvrages comiques.